# Nana bruna
Le nane brune sono un tipo particolare di oggetto celeste, aventi una massa più grande di quella di un pianeta, ma più piccola del 7,5-8% della massa del Sole, corrispondente a 75-80 MJ (masse gioviane), che è considerata la massa minima perché abbia luogo la fusione dell'idrogeno-1 propria delle stelle. Il limite minimo che separa i giganti gassosi massicci e le sub-nane brune dalle nane brune è di circa 13 MJ, limite superato il quale avviene la fusione del deuterio, mentre oltre le ~65 MJ avviene anche la fusione del litio.
Nei primi stadi della loro vita, la maggior parte delle nane brune genera un po' di energia grazie alla fusione del litio e del deuterio, elementi molto più facili da fondere dell'idrogeno-1 e che sono infatti assenti nelle stelle normali, che li consumano in tempi molto brevi. La presenza del litio è pertanto un forte indizio che un oggetto di piccola massa sia una nana bruna. Un'altra fonte di energia è costituita dalla lenta contrazione della nana bruna, che in tal modo si riscalda sfruttando il meccanismo di Kelvin-Helmholtz.
Le nane brune sono suddivise in base alla loro classificazione spettrale: le principali classi utilizzate sono M, L, T e Y, ove nella classe M sono raccolte le più calde e nella classe Y le più fredde. Nonostante il loro nome, la maggior parte delle nane brune apparirebbe di colore rossastro all'occhio umano.
La più vicina nana bruna scoperta è WISE 1049-5319, distante 6,5 anni luce. Si tratta in realtà di un sistema binario di nane brune, individuato nel 2013.

## Storia delle osservazioni

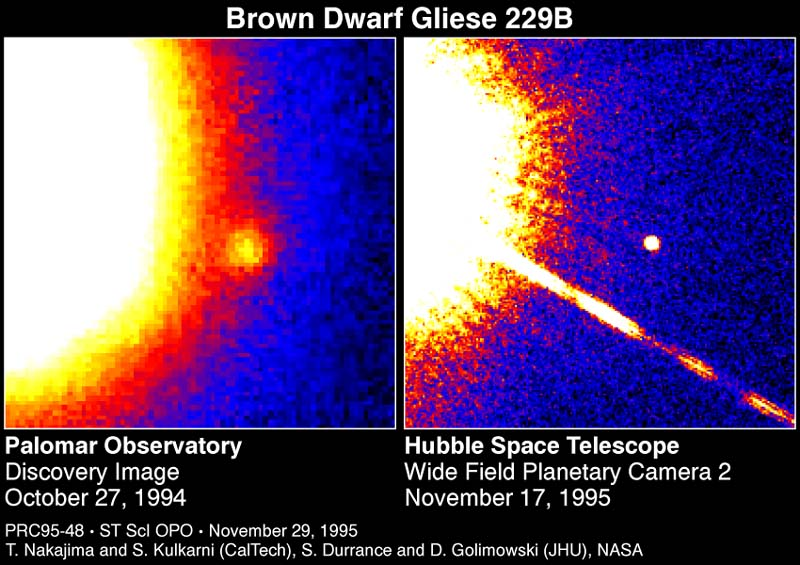
La nana bruna Gliese 229 B è il puntino di luce al centro dell'immagine, accanto alla ben più luminosa nana rossa Gliese 229 A.

Nel 1963 Shiv Kumar avanzò per primo l'ipotesi che il processo di formazione stellare potesse portare alla comparsa di oggetti che non raggiungono, a causa della loro piccola massa, la temperatura necessaria per la fusione dell'idrogeno. Inizialmente furono chiamati nane nere, una denominazione che voleva indicare oggetti substellari scuri che fluttuano liberamente nello spazio e che avevano troppa poca massa per sostenere la fusione stabile dell'idrogeno. Nomi alternativi erano planetar e substella. La denominazione di nana bruna fu proposta per la prima volta nel 1975 da Jill Tarter.
Le prime teorie sulla natura di questi oggetti suggerivano che gli oggetti di Popolazione I aventi una massa inferiore a 0,07 M☉ e gli oggetti di popolazione II aventi una massa inferiore a 0,09 M☉ non sarebbero mai evoluti come normali stelle e sarebbero diventati stelle degeneri. Solo alla fine degli anni ottanta si cominciò a comprendere che corpi aventi una massa superiore a circa 0,013 M☉ erano in grado di fondere il deuterio. Tuttavia, la strumentazione allora disponibile non permetteva l'individuazione di questi corpi celesti, i quali emettono una debolissima luce nel visibile. Essi infatti emettono la maggior parte della radiazione nell'infrarosso, ma in quegli anni i rivelatori terrestri di IR erano troppo imprecisi per identificare le nane brune.
Da allora sono stati tentati svariati metodi per la ricerca di questi oggetti. Uno di essi consiste nello scrutare il cielo nei pressi di stelle visibili: poiché più della metà delle stelle esistenti sono sistemi binari ci si può aspettare che la compagna di alcune di esse sia una nana bruna. Inoltre, l'osservazione visiva della nana bruna non è in questi casi necessaria, ma è sufficiente il rilevamento della loro presenza mediante il metodo delle velocità radiali. Un altro metodo consiste nell'osservazione degli ammassi stellari: poiché nelle prime fasi della loro esistenza le nane brune sono relativamente più luminose a causa della fusione del deuterio e poiché gli ammassi stellari sono formazioni relativamente giovani, si può sperare di osservare fra gli oggetti più deboli e rossi degli ammassi anche delle nane brune. Un terzo metodo consiste nel fatto che anche le stelle di massa più piccola bruciano il litio entro 100 milioni di anni dalla loro formazione, mentre le nane brune aventi massa inferiore a 0,06 M☉ non lo bruciano mai. La presenza di litio nello spettro di un corpo costituisce quindi un'evidenza che si tratti di una nana bruna.
Nonostante molteplici tentativi, gli sforzi per rilevare nane brune furono inizialmente frustranti e fallimentari. Nel 1988, tuttavia, i professori Eric Becklin e Ben Zuckerman della UCLA individuarono una debole compagna della nana bianca GD 165, alla distanza di 120 au dalla principale. Lo spettro di GD 165 B mostrava picchi di radiazione molto spostati verso l'infrarosso. Divenne chiaro che GD 165 B era un oggetto più freddo rispetto alla nana rossa meno calda fino ad allora conosciuta, avendo una temperatura superficiale di 2100 K. Non fu subito chiaro se GD 165 B fosse una stella di massa molto piccola oppure una nana bruna. Successivamente si scoprì che, benché la massa di GD 165 B sia vicina a quella di transizione fra le nane brune e le stelle, essa è probabilmente una nana bruna.
Per alcuni anni GD 165 B è rimasto l'unico oggetto scoperto aventi le sue peculiari caratteristiche. Nel 1995 tuttavia venne identificato un oggetto le cui proprietà permettevano di classificarlo senza dubbio come una nana bruna. Si trattava di Teide 1, la cui scoperta fu annunciata da un articolo pubblicato sulla rivista Nature il 14 settembre 1995. Questo oggetto fu osservato nell'ammasso delle Pleiadi nel gennaio 1994 tramite le immagini raccolte da un team dell'Instituto de Astrofísica de Canarias, che utilizzò un telescopio di 80 cm; successivamente, il suo spettro fu rilevato tramite il William Herschel Telescope di 4,2 m situato a Roque de los Muchachos (Las Palmas). Nel novembre 1995 Teide 1 fu poi osservata tramite i Telescopi Keck situati nelle isole Hawaii. Lo spettro ricavato tramite questo telescopio e il fatto che la distanza e l'età delle Pleiadi siano conosciuti ha permesso di determinare che la massa di Teide 1 è di circa 55 MJ, ben al di sotto del limite che divide le stelle dalle nane brune. Inoltre, nello spettro dell'oggetto è stata identificata la linea a 670,8 nm del litio, indice del fatto che all'interno del suo nucleo non sono avvenute reazioni termonucleari di fusione dell'idrogeno. La temperatura superficiale di Teide 1 si aggira intorno ai 2600 K. Nel 1999, con l'avvento del 2MASS, il team guidato da J. Davy Kirkpatrick scoprì diversi altri oggetti aventi caratteristiche simili a quelle di GD 165 B e di Teide 1, che vennero raccolti in una nuova classe spettrale, avente la sigla "L".

Dimensioni relative stimate di Giove, delle nane brune Gliese 229 B e Teide 1, della nana rossa Gliese 229 A e del Sole.

Nel frattempo però era stato osservato un oggetto con una temperatura superficiale ancora minore di quella di GD 165 B e di Teide 1: si trattava di Gliese 229 B, la cui scoperta fu annunciata il 1º dicembre 1995 tramite un articolo pubblicato sulla rivista Science. Gliese 229 B è la compagna della nana rossa Gliese 229 A e presenta linee di assorbimento del metano a 2 μm, il che implica una temperatura superficiale inferiore a 1300 K. La linea del metano era fino ad allora stata osservata solo nell'atmosfera di pianeti giganti gassosi e nell'atmosfera di una delle lune di Saturno, Titano. La comparsa di tale linea non è dunque prevista alle temperature delle stelle di sequenza principale. Inoltre ci sono indicazioni della presenza di vapore acqueo nell'atmosfera di Gliese 229 B. Poiché la nana bruna ha una grande separazione dalla primaria, la sua orbita non è stata ancora definita e quindi la sua massa è tuttora incerta. Essa comunque dovrebbe essere compresa fra 30 e 55 MJ. Gliese 229 B è considerata il prototipo delle nane brune di classe spettrale T, aventi temperatura superficiale minore di quelle di classe L.
Dopo queste prime scoperte, le identificazioni di nane brune si sono moltiplicate. Alla fine del 2012 erano conosciute 1812 nane brune. Alcune di esse sono relativamente vicine alla Terra come la coppia ε Indi Ba e Bb, due nane brune gravitazionalmente legate fra loro orbitanti intorno a una stella distante 12 anni luce dal sistema solare, o come WISE 1049-5319, un sistema binario di nane brune distante 6,5 anni luce.

## Osservazione e classi spettrali
Le nane brune possono essere distinte sulla base delle diverse caratteristiche dei loro spettri. Ciò permette di suddividerle in quattro classi: M, L, T e Y.

### Classe M

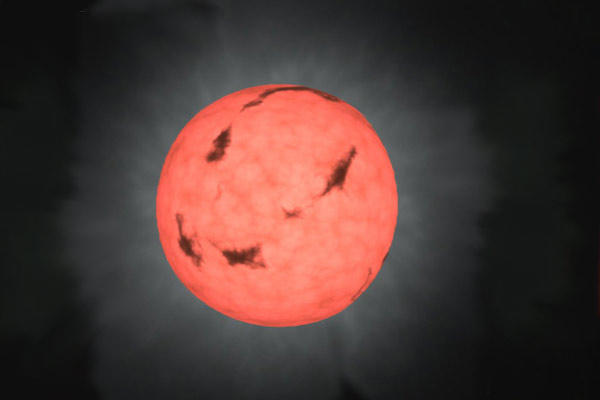
Nana bruna di classe M

Alcune nane brune presentano spettri simili a quelle delle stelle di classe M6,5 o successive. Si tratta delle nane brune a più elevata temperatura superficiale (2700-2200 K) e quindi più giovani. Come le stelle di tipo M, i loro spettri sono caratterizzati dall'assenza delle linee dell'idrogeno e dalla debolezza o assenza di linee appartenenti a metalli ionizzati. Sono invece presenti le linee di metalli neutri e di molecole, in particolare le linee dell'ossido di titanio (TiO) e l'ossido di vanadio (VO).

### Classe L

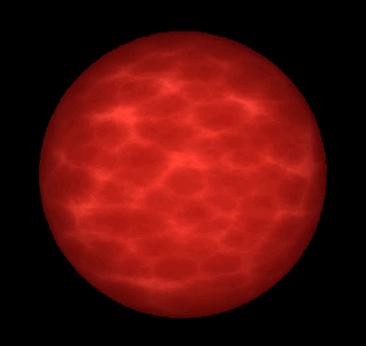
Immagine artistica di un oggetto di classe L

La classe L è stata chiamata così perché la lettera L è alfabeticamente la più vicina alla M tra le lettere non ancora utilizzate nella classificazione stellare. La lettera N è infatti già utilizzata per alcune stelle al carbonio. È bene precisare che L non sta però per "litio" in quanto molti degli oggetti di classe L non esibiscono le righe di questo elemento nei loro spettri. Hanno temperature superficiali comprese fra 2 200 e 1200 K, si presentano di colore rosso chiaro fino ad un rosso intenso ed emettono la maggior parte della loro radiazione nell'infrarosso. Nei loro spettri sono dominanti le molecole e i metalli neutri, in particolare gli idruri (FeH, CrH, MgH, CaH) e i metalli alcalini (Na I, K I, Cs I, Rb I). Non sono invece presenti l'ossido di titanio (TiO) e l'ossido di vanadio (VO), che invece caratterizzano gli spettri delle stelle di tipo M meno calde. Anche la classe L, come le altre classi spettrali, è stata suddivisa in 10 sottoclassi, da L0 a L9, aventi temperature superficiali decrescenti: un oggetto è assegnato a una di queste classi sulla base delle caratteristiche delle proprie linee spettrali.
Giova sottolineare che non tutti gli oggetti di classe L sono nane brune, anzi solo un terzo degli oggetti appartenenti a questa classe spettrale lo è. Gli altri due terzi sono costituiti da stelle subnane di piccola massa eccezionalmente fredde. Sembra tuttavia che la temperatura superficiale minima possedute dalle stelle che fondono l'idrogeno sia circa 1.750 K. Ciò significa che le stelle nane più fredde sono di classe L4-6. Gli oggetti appartenenti alle classi successive sono tutti delle nane brune. Non è escluso che anche un piccolo numero di stelle di grande massa possa essere di classe L, ma la formazione di tali stelle non avviene secondo i normali meccanismi di formazione stellare, ma tramite meccanismi esotici, come la fusione di due supergiganti. Un esempio è forse V838 Monocerotis.
Lo studio degli oggetti di classe L è complicato dal fatto che le loro atmosfere sono sufficientemente fredde da permettere la formazione di grani di polvere, che assorbono la radiazione e la riemettono a lunghezze d'onda maggiori. Ciò ha anche degli effetti sul calcolo della temperatura dell'intera atmosfera, che diventa più difficile. I modelli di questi oggetti devono quindi cercare di simulare gli effetti prodotti dai grani di polvere.
Nel 2013 erano state individuate più di 900 nane brune di classe L, per lo più mediante campagne di rilevamento su grandi porzioni della volta celeste, come la Two Micron All Sky Survey (2MASS), la Deep Near Infrared Survey of the Southern (DENIS), la Sloan Digital Sky Survey (SDSS) e la survey condotta da WISE (Wide-field Infrared Survey Explorer).
Esempi: VW Hydri, la binaria 2MASSW J0746425+2000321, la cui componente A è una piccola stella di classe L e la componente B una nana bruna di classe L, LSR 1610-0040 (subnana).

### Classe T

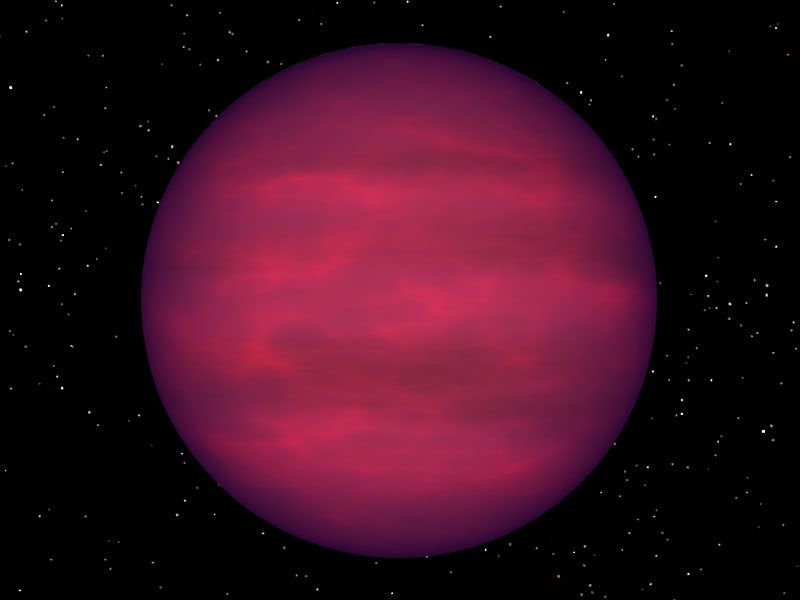
Immagine artistica di una nana di classe T

La classe T raccoglie oggetti con temperature superficiali comprese fra 700 e 1300 K. Essi sono di colore rosso intenso fino ad un rosso scuro, quasi cupo, ed emettono gran parte della loro radiazione nell'infrarosso, risultando quindi molto deboli nella banda del visibile. I loro spettri sono dominati dalle linee di assorbimento H e K del metano (CH4), che sono invece assenti nelle nane di tipo L. Tali linee sono presenti anche negli spettri del pianeti giganti del sistema solare e in quello di Titano. Le linee del monossido di carbonio sono presenti nelle prime sottoclassi del tipo T, ma scompaiono nelle classi successive alla T4. Sono invece assenti gli idruri (FeH, CrH), che caratterizzano invece gli oggetti di tipo L, mentre sono ancora osservabili i metalli alcalini (K I, Na I), sebbene questi comincino a scomparire intorno alle sottoclassi T7-T8. Un'ulteriore caratteristica degli oggetti di classe T consiste nella condensazione dei grani di polvere presenti nelle atmosfere delle nane di classe L, che in tal modo precipitano nelle zone più interne del corpo celeste. Di conseguenza, le loro atmosfere, a differenza di quelle delle nane di classe L, sono relativamente libere da grani di polvere e pertanto più facilmente studiabili.
A differenza degli oggetti di tipo L, che possono essere sia stelle che nane brune, gli oggetti di tipo T sono tutti nane brune. Nel 2013 erano state individuate 355 nane brune di classe T.
Esempi: SIMP 0136 (la nana di classe T più luminosa scoperta nell'emisfero boreale), ε Indi Ba e Bb.

### Classe Y

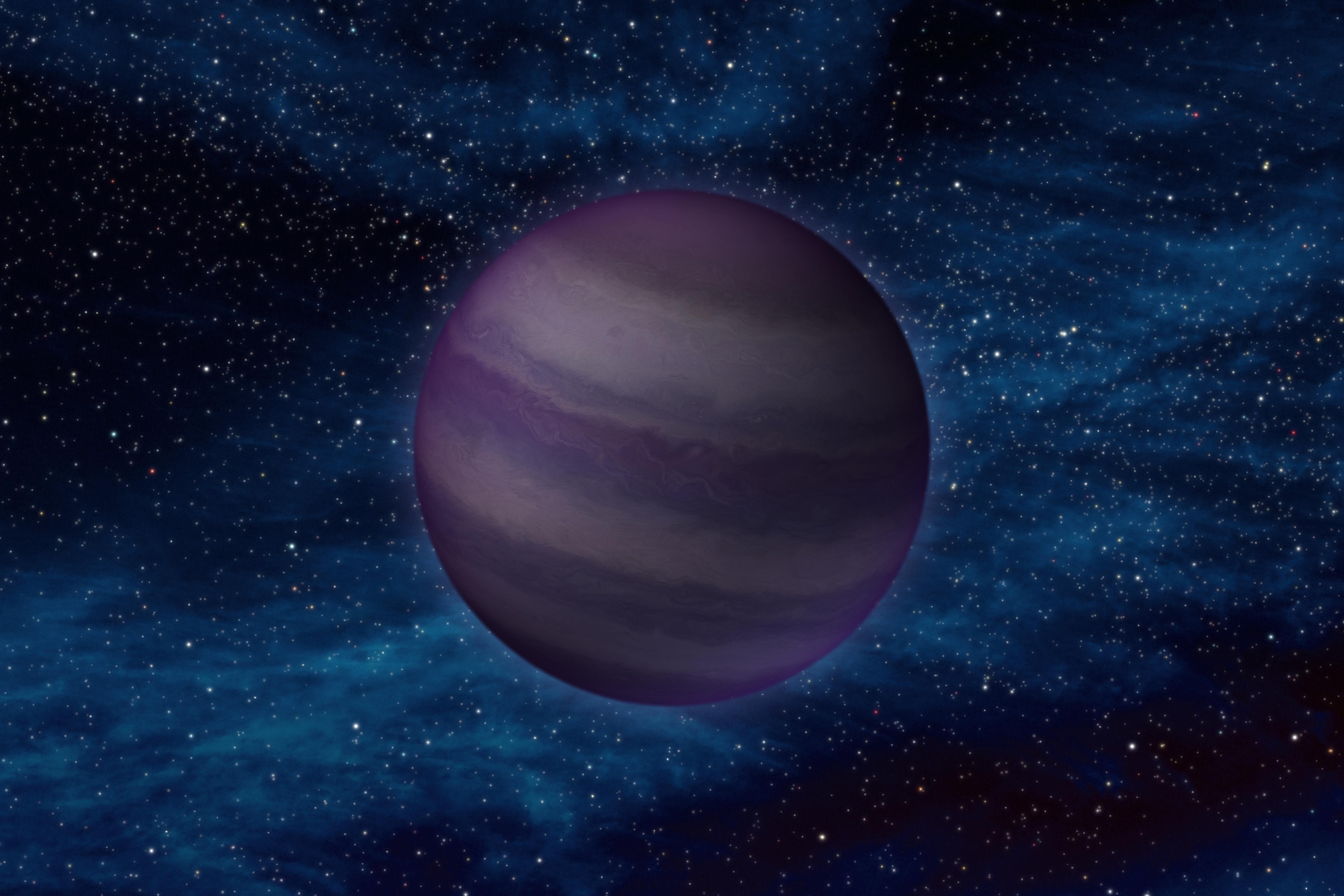
Immagine artistica di una nana di classe Y

Il miglioramento delle tecniche osservazionali ha permesso di osservare oggetti a temperature via via più basse. Negli anni 2008 e 2009 sono state osservate nane brune con temperature comprese fra 500 e 600 K. Esse furono assegnate alla classe T9. Tuttavia gli spettri di questi corpi celesti presentavano linee di assorbimento intorno ai 1550 nm. Delorme et al. (2008) suggerirono che esse erano attribuibili alla presenza di ammoniaca; poiché tale composto non era osservabile negli spettri di tipo T, questi studiosi ipotizzarono che esso indicasse la transizione dal tipo T a una nuova classe spettrale, cui assegnarono la lettera Y. Raccolsero di conseguenza le nane osservate, aventi questa caratteristica, nella classe Y0. Cionondimeno, la linea dell'ammoniaca è difficilmente distinguibile da quelle dell'acqua e del metano; pertanto altri autori reputarono l'assegnazione alla classe Y0 come prematura.
Negli anni successivi, tuttavia, sono state osservate nane brune sempre più fredde. Nel febbraio 2011 Luhman et al. diedero notizia della scoperta di un oggetto di massa 7 MJ, in orbita intorno a una nana bianca, la cui temperatura superficiale è di ~300 K. Benché abbia una massa "planetaria", Rodriguez et al. (2011) hanno sostenuto che è improbabile che l'oggetto si sia formato nel modo in cui si formano i pianeti. Nello stesso mese, Liu et al. osservarono una nana bruna avente una temperatura superficiale di ~300 K in orbita intorno a un'altra nana bruna di piccola massa.
Nel 2013 erano 15 gli oggetti classificati come nane brune di classe Y. La definizione di tale classe era ancora incerta sebbene esistessero dei tentativi di modellare gli oggetti ad essa appartenenti. La sparizione delle linee dei metalli alcalini e la presenza di ammoniaca nello spettro di un oggetto erano considerati come due possibili indizi della loro appartenenza alla classe Y.

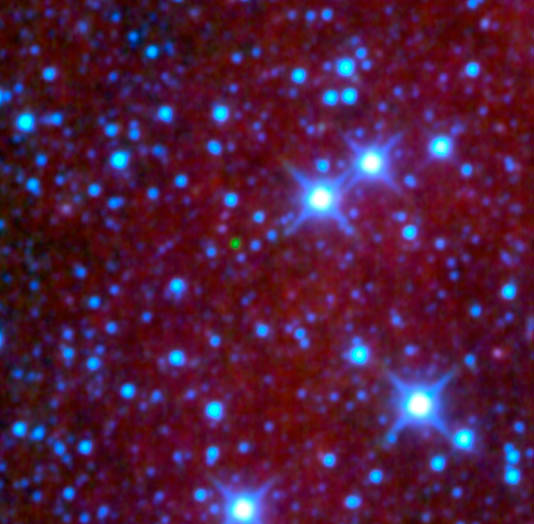
WISE 0458+6434 è una nana bruna eccezionalmente fredda scoperta tramite il WISE. Nella fotografia appare come un puntino verde in quanto è su questo colore che vengono mappate le frequenze dell'infrarosso.

Fra le nane brune scoperte di classe Y WISE 1828+2650, osservata per la prima volta nel 2011, si è rivelata particolarmente fredda. Non emette alcuna radiazione nella banda del visibile e la sua temperatura superficiale fu stimata essere inferiore ai 300 K (cioè inferiore a 27 °C). Stime successive della sua temperatura atmosferica la pongono nell'intervallo fra 240 e 400 K (cioè fra −23 e +127 °C). Nel 2014 è stata scoperta una sub-nana bruna di classe Y a 7,2 a.l. dalla Terra, WISE 0855−0714. Con una temperatura compresa tra i −48 e i −13 °C, si tratta della più fredda nana bruna scoperta, inoltre la sua distanza la colloca al quarto posto tra gli oggetti extrasolari più vicini alla Terra.
Nel 2023 è stato scoperto il primo sistema binario composto da due nane brune di tipo Y. Orbitante intorno a WISE J033605.05-014350.4 (W0336), distante 33 al nella costellazione di Eridano, il telescopio James Webb ha osservato un oggetto compagno di massa compresa tra cinque e 11,5 masse Gioviane con una temperatura effettiva stimata di 325 K, classificato come una nana bruna di tipo Y.

## Caratteristiche fisiche e teoria evolutiva

### Generalità
Si suppone che la formazione stellare avvenga mediante il collasso di una nube interstellare di gas e polveri. La contrazione della nube aumenta la sua temperatura a causa del rilascio di energia potenziale gravitazionale. Inizialmente, il gas irradia molta della sua energia, permettendo al collasso di continuare, ma a un certo punto la regione centrale della nube diventa sufficientemente densa da intrappolare la radiazione, producendo un ulteriore importante aumento della temperatura, tale da far innescare le reazioni nucleari all'interno della protostella. La pressione del gas e della radiazione generate dalla fusione termonucleare controbilancia la forza di gravità e quindi previene ogni ulteriore contrazione del nucleo stellare. Viene in tal modo raggiunto un equilibrio idrostatico e la stella fonderà l'idrogeno in elio per buona parte della sua esistenza, rimanendo all'interno della sequenza principale.
Se tuttavia la massa della protostella è inferiore a 0,08 M☉ la pressione raggiunta all'interno del nucleo non sarà sufficiente a farlo pervenire a temperature tali da innescare le reazioni di fusione prima che la contrazione si arresti a causa della pressione degli elettroni degeneri. Tale pressione impedisce ogni ulteriore contrazione del nucleo e quindi il raggiungimento di condizioni tali da innescare le reazioni nucleari. Il risultato è una "stella fallita", ossia una nana bruna che si raffredderà lentamente emettendo la sua energia termica interna.

### Genesi
Non è ancora del tutto chiaro quale sia l'esatto meccanismo con cui le nane brune si formano. Sono stati proposti cinque diversi scenari, non mutualmente esclusivi:
- potrebbero formarsi, come le stelle, per il collasso gravitazionale di nubi molecolari di gas nello spazio interstellare, che hanno tuttavia massa insufficiente (<0,08 M☉) per innescare reazioni di fusione nucleare al loro interno. Poiché nubi di tale massa raramente raggiungono la densità necessaria per collassare gravitazionalmente, sembra che processi di formazione di questo tipo si verifichino raramente[49].
- potrebbero essere il frutto della frammentazione di nuclei protostellari di grande massa, che, essendo instabili, si dividerebbero in due o più nuclei di dimensioni più piccole. Alcuni di questi nuclei potrebbero avere dimensioni troppo modeste per innescare la fusione dell'idrogeno[50].
- potrebbero iniziare la loro esistenza come pianeti di grande massa all'interno di dischi protoplanetari e poi venire espulse in una fase successiva di sviluppo del sistema in seguito alla frammentazione del disco[51].
- potrebbero iniziare la loro esistenza come nuclei di future normali stelle all'interno di dischi di accrescimento, ma essere in seguito espulse e separate dal disco stesso prima di raggiungere le condizioni atte a innescare la fusione termonucleare[52][53].
- potrebbero iniziare la loro esistenza come normali nuclei di dischi di accrescimento protostellari all'interno di grandi associazioni OB. Le radiazioni ionizzanti di una o più stelle O o B vicine, tuttavia, potrebbero erodere i dischi prima che l'oggetto centrale possa accumulare massa sufficiente per innescare la fusione dell'idrogeno[54].

Prove indirette e dirette di dischi di accrescimento intorno a nane brune giovani sono state raccolte tramite numerose osservazioni. La scoperta di tali dischi di accrescimento può gettare nuova luce sia sui processi di formazione delle nane brune, sia sull'esistenza di possibili pianeti intorno ad esse.

### Struttura ed evoluzione
Le nane brune hanno più o meno tutte lo stesso raggio. Ciò è dovuto al fatto che la pressione esercitata dagli elettroni degeneri è indipendente dalla temperatura e dipendente solo dalla massa. In particolare, il raggio è inversamente proporzionale alla radice cubica della massa. Ne consegue che le nane brune più massicce hanno un raggio che è circa 40% minore di quelle di massa più piccola. Le dimensioni tipiche di una nana bruna sono paragonabili a quelle di Giove. In realtà, la differenza di raggio fra le diverse nane brune è ancora minore. Infatti il nucleo di una nana bruna è sufficientemente caldo perché l'energia cinetica degli elettroni e degli ioni eserciti un'ulteriore pressione, che si aggiunge a quella degli elettroni degeneri. Poiché le nane brune di grande massa si raffreddano più lentamente di quelle di piccola massa, la pressione ulteriore esercitata dal moto delle particelle del nucleo è generalmente maggiore nelle nane brune di grande massa. Questo riduce la differenza di raggio fra le nane brune più massicce e quelle meno massicce al 25%.

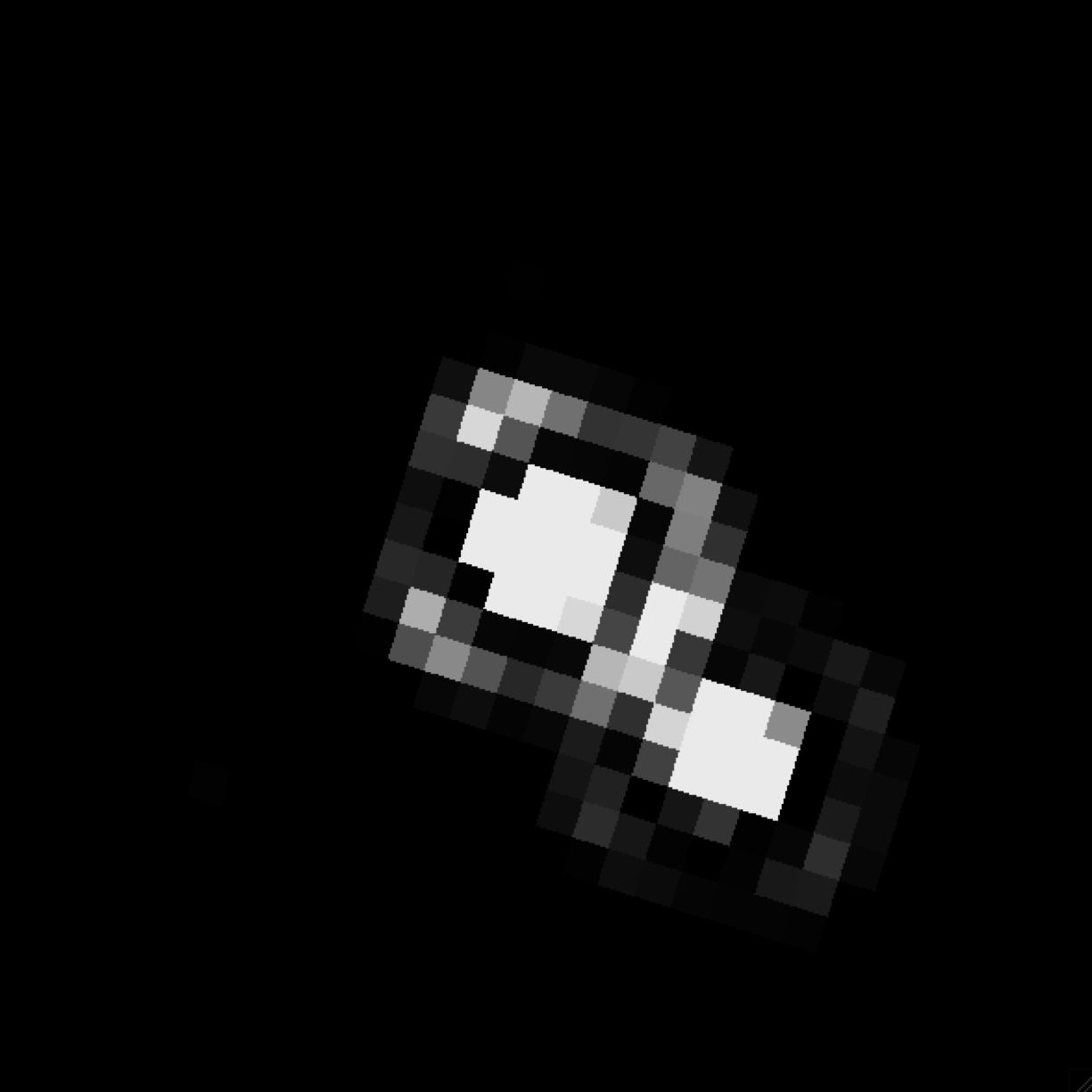
La nana bruna binaria Kelu-1, distante 55 anni luce, risolta dal telescopio spaziale Hubble. Le masse delle due componenti sono rispettivamente 61 e 55 M_{J}.

Come le stelle di massa più piccola (M<0,4 M☉), le nane brune hanno interni totalmente convettivi: ciò significa che il trasporto dell'energia dal nucleo agli strati atmosferici avviene esclusivamente tramite moti convettivi. Tuttavia, nelle nane brune più vecchie, la temperatura delle zone interne dell'astro scende in modo sufficiente da permettere la creazione di un nucleo conduttivo.
Nelle prime fasi della sua esistenza una nana bruna, come una protostella, diminuisce il suo raggio. La temperatura del suo nucleo cresce in maniera inversamente proporzionale al raggio stesso. Quando la pressione degli elettroni degeneri diviene dominante, la contrazione si arresta e, conseguentemente, la temperatura del nucleo e quella superficiale non subiscono ulteriori aumenti. La temperatura raggiunta al momento dell'arresto della contrazione è quindi la temperatura massima che la nana bruna raggiungerà nel corso della sua esistenza. Il processo di contrazione può durare fra i 300 milioni di anni per le nane brune più massicce (comparabile al tempo che una protostella di piccola massa impiega per entrare nella sequenza principale) e i 10 milioni di anni per quelle meno massicce. Le temperature raggiunte dal nucleo dopo la contrazione iniziale possono variare da alcuni milioni di K per le nane brune più massicce a mezzo milione di K per quelle meno massicce. A questo punto la nana bruna comincia a raffreddarsi lentamente. Inizialmente la temperatura interna viene sostenuta dalla fusione del deuterio e, per le nane brune più massicce, anche dalla fusione del litio. Il processo di raffreddamento viene accelerato dopo l'esaurimento del deuterio e del litio. Questo avviene dopo circa 5 miliardi di anni per le nane brune più massicce, ma dopo solo 100 milioni di anni per quelle meno massicce.
La progressiva diminuzione della temperatura del nucleo fa diminuire lentamente anche la temperatura superficiale di una nana bruna. Pertanto, mentre le stelle, una volta entrate nella sequenza principale, mantengono più o meno la loro classe spettrale per gran parte della loro esistenza, le nane brune mutano la loro classe spettrale mano a mano che la temperatura delle loro atmosfere diminuisce. Per esempio, una nana bruna di grande massa inizia la sua esistenza con una temperatura atmosferica vicina ai 3000 K, dunque come un oggetto appartenente alle ultime sottoclassi della classe spettrale M. Dopo circa 100 milioni di anni dalla formazione la sua temperatura superficiale comincia a diminuire e dopo un miliardo di anni essa si attesta intorno ai 2000 K: la nana bruna diventa quindi un oggetto di classe spettrale L. Dopo 10 miliardi di anni la temperatura superficiale raggiunge i 1500 K. Le nane brune di massa più piccola si raffreddano più rapidamente: dopo 100 milioni di anni dalla loro nascita hanno una temperatura superficiale di 1500 K, mentre dopo un miliardo di anni hanno una temperatura inferiore ai 1000 K e diventano in tal modo oggetti di classe spettrale T. Dato che, per la legge di Stefan-Boltzmann, la luminosità di un corpo è proporzionale alla quarta potenza della sua temperatura, la luminosità di una nana bruna cala progressivamente al calare della sua temperatura. Dato che le nane brune massicce si raffreddano più lentamente, esse saranno in generale più facilmente osservabili di quelle meno massicce in quanto saranno in genere più luminose.

### Sorgenti di raggi X

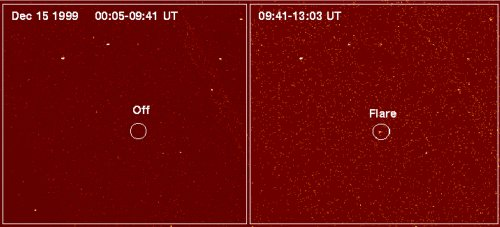
immagine di LP 944-020 prima e durante il brillamento

Dal 1999 in avanti sono stati osservati nelle nane brune dei flare di raggi X, suggerendo che sulle loro superfici si verificano fenomeni legati alla riconnessione magnetica tipici delle stelle di piccola massa. La combinazione dei moti convettivi che trasportano l'energia in superficie con il moto di rotazione, che è solitamente molto veloce nelle nane brune, produce un "attorcigliamento" del campo magnetico sulla superficie dell'astro. Questo produce un accumulo di energia che si libera periodicamente in flare.
La nana bruna LP 944-020, distante 16 anni luce dal Sole, è stata osservata nel 1999 dal telescopio spaziale Chandra per rilevare eventuali emissioni di raggi X. Per le prime nove ore di osservazione non fu rilevata alcun'emissione, ma a quel punto si ebbe un brillamento, che decadde progressivamente nelle due ore seguenti. L'assenza di raggi X nel periodo di quiescenza dimostrò l'assenza di una corona intorno al corpo celeste, suggerendo che le corone non si formano più intorno ad astri aventi una temperatura superficiale di 2500 K come LP 944-020.
Tuttavia, le nane brune possono sviluppare corone nelle prime fasi della loro esistenza (fino a 10-100 milioni di anni dalla loro nascita), quando sono ancora sufficientemente calde e la loro temperatura è sostenuta dalla fusione del deuterio. Nel 2001 la nana bruna TWA 5B, distante 55 pc dal Sole, è stata osservata da Chandra. Essa orbita intorno alla stella pre-sequenza principale TWA 5A, la cui età è stimata intorno a 12 milioni di anni. Chandra rilevò un flusso stabile di raggi X dalla nana bruna, la cui provenienza si deve ricercare in una corona avente temperatura di circa 3 milioni di K. Si presume che tali corone scompaiano dopo alcuni milioni di anni dalla nascita della nana bruna, a causa del progressivo raffreddamento del corpo celeste; ciò interrompe il flusso stabile di raggi X, ma per diverse centinaia di milioni di anni possano ugualmente presentarsi brillamenti di raggi X, come avviene in LP 944-020, causati dalla combinazione dei moti convettivi e del moto di rotazione dell'astro.

### Meteorologia
Nel 2011 la nana bruna 2MASS J22282889-431026 è stata osservata contemporaneamente dai telescopi spaziali Hubble e Spitzer. Si tratta di una nana bruna di classe spettrale T6,5 distante 10,6 pc, avente una temperatura superficiale di 900 K. Sono state rivelate variazioni nella maggior parte delle frequenze dell'infrarosso aventi un periodo di 1,4 ore. Benché il periodo fosse lo stesso e la curva di luce la medesima, le variazioni erano sfasate fra loro alle diverse lunghezze d'onda.
Le variazioni sono state interpretate come dovute alla presenza di grandi nubi nell'atmosfera della nana bruna, delle dimensioni di un pianeta, che schermano la radiazione proveniente dal corpo celeste. Questo, ruotando con un periodo di 1,4 ore, espone periodicamente la parte interessata dalle nubi e ciò riduce la sua luminosità. La sfasatura dei periodi di variazione alle diverse lunghezze d'onda è probabilmente determinata dalla presenza di nubi di estensione e conformazione differente a diverse profondità atmosferiche. Ciò suggerisce che la meteorologia delle nane brune sufficientemente fredde da permettere la formazioni di nubi opache sia particolarmente movimentata, comparabile a quella di Giove, ma con fenomeni probabilmente più intensi.

## Come distinguere le nane brune da altri corpi celesti
Le nane brune costituiscono uno stadio intermedio fra le stelle e i grandi pianeti gassosi. È quindi importante cercare di elaborare criteri per riconoscere le nane brune in modo da distinguerle sia dalle stelle che dai pianeti.

### Come distinguere le nane brune di grande massa dalle stelle di piccola massa

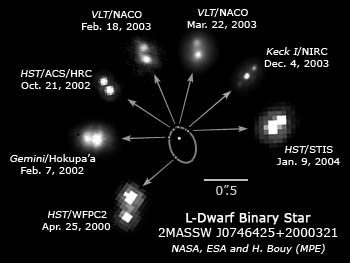
La stella binaria 2MASSW J0746425+2000321, risolta da diversi telescopi. Le sue componenti sono una nana di tipo L e una nana bruna avente una massa di. La principale ha una massa di 0,085 M_{☉}, appena sufficiente per innescare i processi di fusione dell'idrogeno.

- Il litio è generalmente presente nelle nane brune ma non nelle stelle di piccola massa. Le stelle data la loro alta temperatura interna necessaria per fondere l'idrogeno consumano rapidamente il litio. Ciò avviene quando il litio-7 e un protone collidono fra loro, producendo due atomi di elio-4. La temperatura necessaria per questa reazione è appena inferiore a quella necessaria per la fusione dell'idrogeno. Essendo le stelle di piccola massa totalmente convettive, esse rimescolano gli elementi presenti nell'intero volume della stella e quindi l'assenza delle linee spettrali del litio testimonia l'assenza di litio in ogni parte della stella. Le stelle di massa media, come il Sole, essendo convettive solo negli strati superficiali, possono mantenere il litio in tali strati, dove non vengono raggiunte, a differenza di quanto avviene nel nucleo, temperature sufficienti per consumarlo. Tuttavia queste stelle sono facilmente distinguibili dalle nane brune vista la loro classe spettrale[66]. Questo test ha tuttavia due difetti: le stelle molto giovani non hanno avuto ancora il tempo di bruciare tutto il litio e quindi sono indistinguibili dalle nane brune secondo questo test; inoltre le nane brune aventi massa maggiore di 60 MJ sviluppano temperature sufficienti per consumare il litio, ma insufficienti per innescare reazioni di fusione nucleare stabili[67].
- Quando le nane brune si raffreddano sufficientemente (<1300 K), nel loro spettro compaiono le linee del metano. Tali linee permettono di distinguere gli oggetti di classe spettrale T, nessuno dei quali è una stella[31].
- Le nane rosse, per quanto deboli, non scendono mai sotto un limite minimo di luminosità dato che avviene una costante produzione di energia. Le nane brune invece diminuiscono costantemente la loro luminosità durante la loro esistenza e quindi non possiedono un limite minimo di luminosità.

### Come distinguere le nane brune di piccola massa dai pianeti di grande massa
Sono diverse le caratteristiche che accomunano le nane brune ai pianeti giganti: come si è detto, esse hanno più o meno il loro stesso raggio, essendo il loro volume governato principalmente dalla pressione degli elettroni degeneri, che diventa dominante in corpi aventi una massa superiore a 2-5 MJ. Inoltre, come nei pianeti, nelle nane brune non avviene la fusione dell'idrogeno. Di conseguenza, è spesso difficile distinguerle dai pianeti. Ci sono tuttavia dei metodi per distinguere una nana bruna da un pianeta.

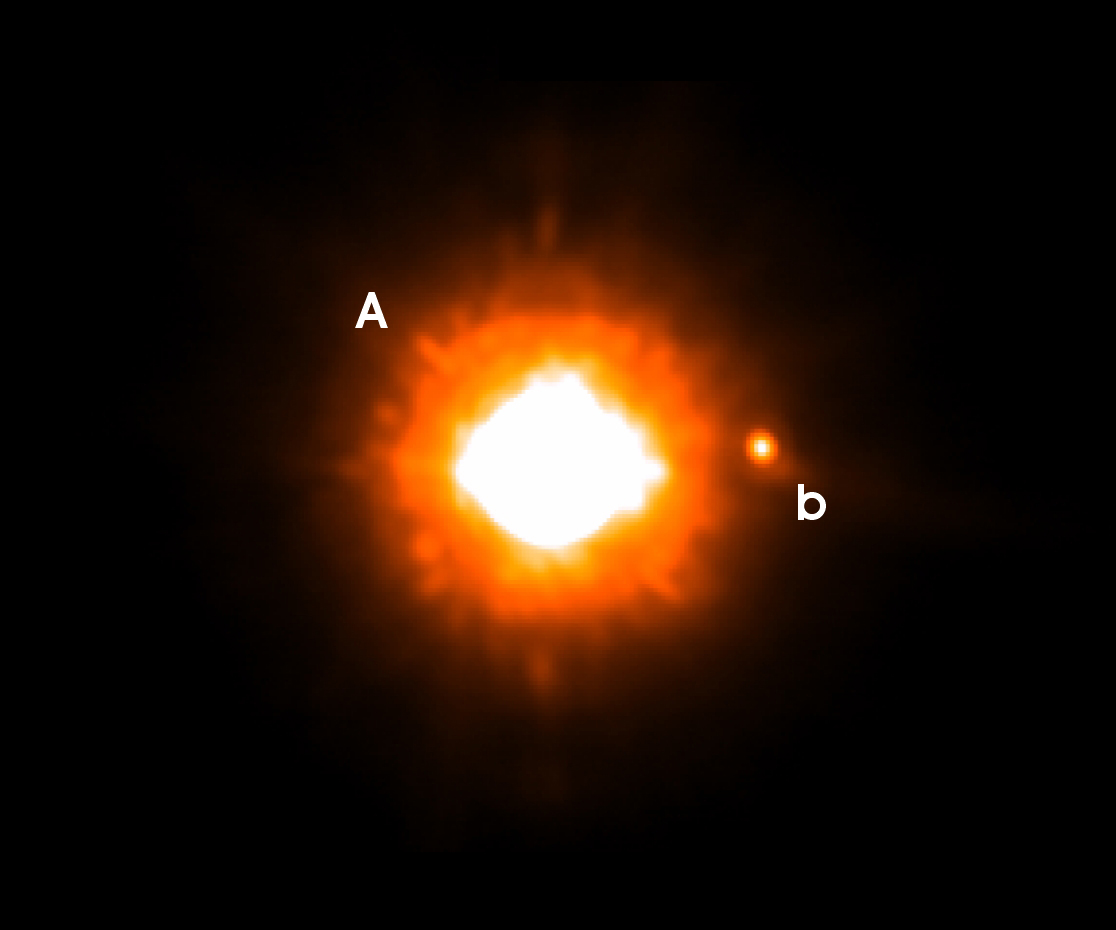
La stella GQ Lupi e la sua compagna GQ Lupi b. La massa di quest'ultima non è stata ancora determinata con precisione ed è compresa fra 1 e 40 M_{J}. Non è quindi ancora chiaro se si tratti di un pianeta o di una nana bruna.

- Attualmente, l'Unione Astronomica Internazionale annovera fra le condizioni necessarie per essere un pianeta quella di avere una massa inferiore a quella sufficiente per innescare reazioni di fusione nucleare di qualunque tipo, compresa quella del deuterio. Tale limite viene fissato in 13 MJ[69]. Quindi la massa costituisce il criterio fondamentale per distinguere i pianeti dalle nane brune: è necessario che un corpo possieda una massa di almeno 13 MJ per essere classificato come una nana bruna. Tuttavia, il limite delle 13 MJ deve essere inteso più come un'indicazione convenzionale che come una vera misura empirica. Infatti, molti corpi celesti con una massa vicina a questo limite bruciano solo una frazione del deuterio in essi contenuta. Quindi, per una definizione più precisa sarebbe necessario indicare la frazione di deuterio che è necessario che un corpo celeste bruci perché possa essere considerato una nana bruna. Inoltre, la frazione del deuterio bruciata dipende anche da fattori diversi dalla massa: in generale è possibile affermare che quanto più nel corpo celeste vi è abbondanza di deuterio, vi è abbondanza di elio e vi è un'abbondanza di metalli, tanto più sarà alta la frazione di deuterio bruciata, a parità di massa[70]. Ad esempio, un oggetto di 11 MJ e di metallicità tripla rispetto a quella solare brucerà il 10% del suo deuterio, mentre un oggetto di 16,3 MJ in cui siano assenti metalli brucerà il 90% del suo deuterio[70]. Non è chiaro se oggetti come questi debbano essere classificati come pianeti o come nane brune. Un ulteriore problema riguarda gli oggetti che non raggiungono una massa necessaria per innescare qualunque tipo di fusione nucleare (cioè, convenzionalmente, aventi massa inferiore a 13 MJ), ma che non orbitano intorno ad alcuna stella. Sebbene ci sia accordo nel non considerarli nane brune, non è chiaro se debbano essere classificati come pianeti oppure posti in una categoria apposita (per esempio, quella delle sub-nane brune)[69].
- Nelle prime fasi della loro esistenza, grazie alla fusione del deuterio e alla loro maggiore massa, le nane brune riescono a sostenere temperature più alte di quelle dei pianeti. Tali temperature possono essere misurate tramite l'analisi dei loro spettri e tramite il rilevamento dei raggi X. Ciò permette di distinguerle dai pianeti. Tuttavia, quando le nane brune si raffreddano, raggiungono temperature simili a quelle dei pianeti più caldi (~1000 K). In tal modo, esse diventano indistinguibili dai pianeti per mezzo di questo test.

## Pianeti intorno a nane brune

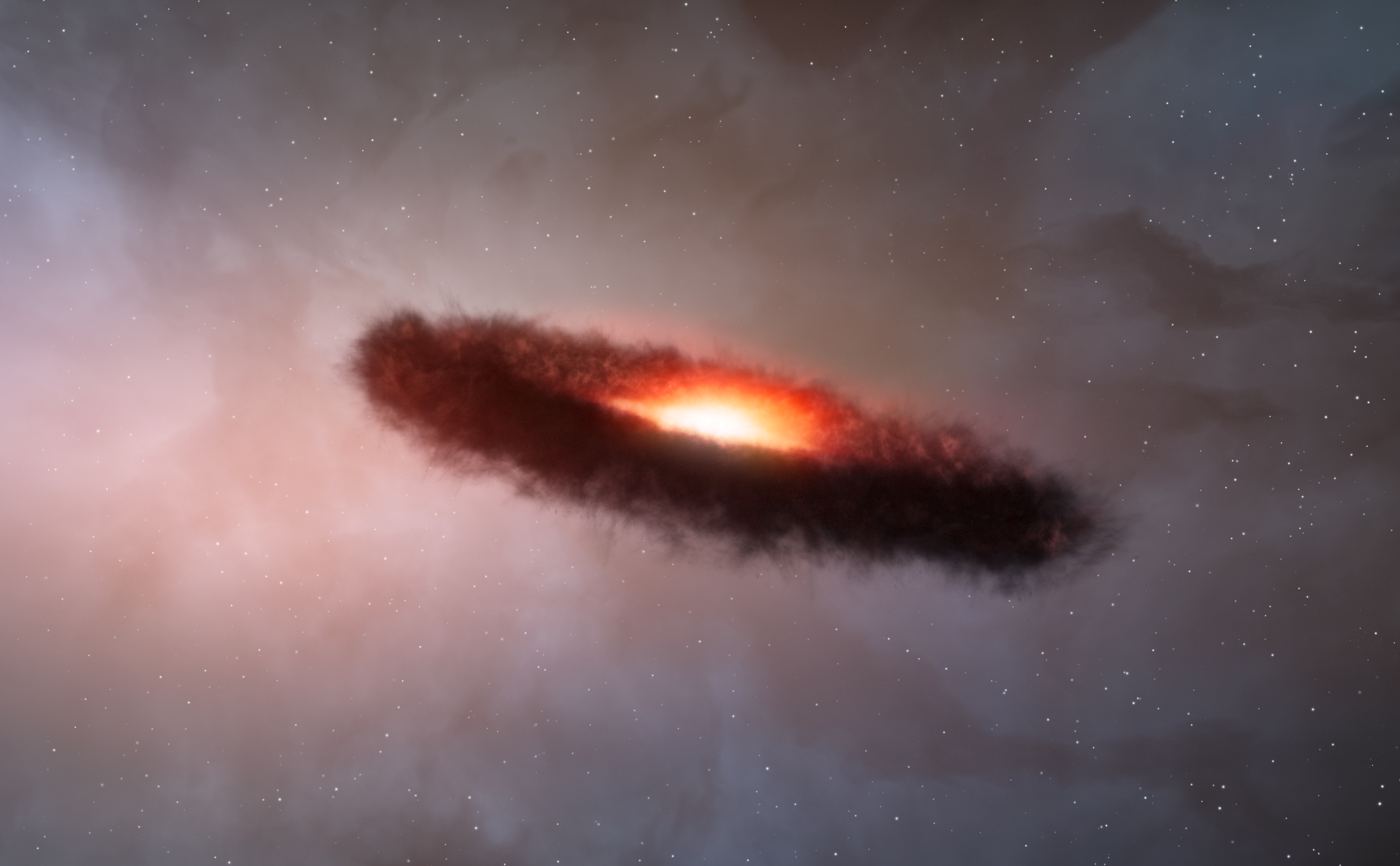
Immagine artistica di un disco di polveri e gas attorno a una nana bruna.

Intorno alle nane brune sono stati osservati dischi protoplanetari che sembrano avere le stesse caratteristiche dei dischi protoplanetari orbitanti intorno alle stelle. Date le piccole dimensioni dei dischi di accrescimento attorno alle nane brune, è più probabile lo sviluppo di pianeti di tipo terrestre piuttosto che di giganti gassosi; inoltre, data la vicinanza alla nana bruna, gli effetti mareali su tali pianeti dovrebbero essere molto intensi.
Se un pianeta gigante in orbita attorno a una nana bruna si trovasse sulla stessa linea di vista della nana bruna, il suo transito dovrebbe essere facilmente rilevabile, dato che i due corpi avrebbero approssimativamente lo stesso diametro.
Il primo esopianeta scoperto in orbita intorno a una nana bruna è stato 2M1207 b, osservato per la prima volta nel 2005 presso l'European Southern Observatory. La sua massa è compresa fra 3 e 7 MJ, il che esclude che sia a sua volta una nana bruna. Un altro esempio è 2MASS J044144, una nana bruna di 20 MJ, intorno alla quale orbita un compagno di massa planetaria di 5-10 MJ. Tuttavia questi esopianeti potrebbero non essersi formati a partire da un disco di accrescimento protoplanetario, ma dalla frammentazione e dal collasso gravitazionale della nube di gas da cui ha avuto origine anche la nana bruna. Ciò è deducibile dalle grandi masse possedute da questi compagni, dalle loro orbite molto larghe e dai tempi di formazione del sistema, che si stima siano stati relativamente brevi. Quindi, almeno secondo alcune definizioni, questi oggetti non sarebbero propriamente pianeti, ma sub-nane brune. Tuttavia nel 2012 è stato osservato il primo oggetto indiscutibilmente classificabile come pianeta intorno a una nana bruna: si tratta di OGLE-2012-BLG-0358Lb, un corpo di 1,9±0,2 MJ orbitante alla distanza di ~0,87 au dalla nana bruna OGLE-2012-BLG-0358L di massa 0,022 M⊙. La piccola distanza e il piccolo rapporto fra le masse dei due oggetti (0,080 ± 0,001) fa pensare che il compagno si sia formato in un disco protoplanetario intorno alla nana bruna.

## Nane brune notevoli
| Peculiarità                                     | Nome                           | Tipo spettrale | RA/Dec                         | Costellazione | Note                             |
| ----------------------------------------------- | ------------------------------ | -------------- | ------------------------------ | ------------- | -------------------------------- |
| La prima scoperta                               | LP 944-020                     | M9             | 3h 39m 35,220s −35° 25′ 44,09″ | Fornace       | Identificata nel 1975            |
| La prima riconosciuta come nana bruna           | Teide 1                        | M8             | 3h 47m 18s 24° 22′ 31″         | Toro          | Riconosciuta nana bruna nel 1995 |
| La prima scoperta di classe T                   | Gliese 229 B                   | T6,5           | 6h 10m 34,62s −21° 51′ 52,1″   | Lepre         | Scoperta nel 1995                |
| La prima con un pianeta in orbita               | 2M1207                         | M8             | 12h 7m 33,467s −39° 32′ 54″    | Centauro      | Scoperta nel 2005                |
| La prima scoperta attorno a una stella normale  | Gliese 229 B                   | T6,5           | 6h 10m 34,62s −21° 51′ 52,1″   | Lepre         | Scoperta nel 1995                |
| Prima nana bruna binaria spettroscopica         | PPL 15 A, B                    | M6,5           | 3h 48m 4,68s +23° 39′ 30,2″    | Toro          | Scoperta nel 1999                |
| Prima nana bruna binaria di tipo T              | Epsilon Indi Ba, Bb            | T1 + T6        | 22h 3m 21,658s −56° 47′ 9,52″  | Indiano       | Distanza: 3,626 pc               |
| Prima nana bruna tripla                         | DENIS-P J020529.0-115925 A/B/C | L5, L8 e T0    | 2h 5m 29,401s −11° 59′ 29,67″  | Balena        | Scoperta nel 2005                |
| Prima scoperta che emettesse raggi X            | Cha Halpha 1                   | M8             | 11h 46m 48s −77° 18′ 00″       | Camaleonte    | Schilling (1998)                 |
| Prima scoperta che emettesse onde radio         | LP 944-020                     | M9             | 3h 39m 35,220s −35° 25′ 44,09″ | Fornace       | Berger et al. (2001)             |
| La prima confermata compagna di una nana bianca | WD 0137-349 B                  | T5             | 01h 39m 42,9s −34° 42′ 37″     | Scultore      | Maxted et al. (2006)             |
| La più vicina                                   | WISE 1049-5319                 | L8 / L-T       | 10h 49m 15,57s −53° 19′ 6″     | Vele          | Dista 6,5 anni luce              |
| La più fredda                                   | WISE 1828+2650                 | Y2             | 18h 28m 31s 26° 50′ 37,79″     | Lira          | Temperatura di 300 K             |
| La più povera di metalli                        | 2MASS J05325346 8246465        | sdL7           | 5h 32m 53,46s 82° 46′ 46,5″    | Giraffa       | Appartiene all'alone galattico   |